# Kim Christensen
Kim Christensen, né le 16 juillet 1979 à Fredericia au Danemark, est un footballeur international et entraîneur danois.

## Biographie

### En club
Formé dans le club amateur du Rosenhøj BK, Christensen y joue jusqu'à ses 23 ans. En 2002, il rejoint le club de Division 2 du Hvidovre IF, puis en 2003 dans un autre club de la même division le LFA.
Après deux saisons pleines en deuxième division, il rejoint la SAS Ligaen en 2004 au FC Nordsjælland, club de milieu de tableau. Il s'y impose comme titulaire et en devient même le capitaine en mai 2006 après que Tommy Olsen (en) ait décidé d'abandonner le capitanat en raison de son faible temps de jeu. Christensen reste trois saisons et demie à Nordsjælland, puisqu'il s'engage avec le club suédois de l'IFK Göteborg en février 2008.
En Suède, il est de nouveau titulaire et permet au club de réaliser de bonnes saisons, en 2008 il remporte la coupe de Suède et en 2009, est vice-champion et finaliste de la coupe. Ses bonnes performances lui valent d'ailleurs d'être appelé en équipe nationale.
En juillet 2010, il décide de rentrer au pays, et s'engage au FC Copenhague pour un montant de 400 000 euros.
Toutefois, il déchante vite puisqu'il est cantonné au rôle de doublure du portier suédois Johan Wiland. Lors de la saison 2011-2012, s'il ne dispute aucun match de championnat, il est titulaire en coupe du Danemark, coupe qu'il remporte contre l'AC Horsens en finale (1-0).
Il met un terme à sa carrière professionnelle en 2018.

### Sélection nationale
Kim Christensen est appelé la première fois en sélection en septembre 2008 après les forfaits de Thomas Sørensen et de Jesper Christiansen. Il prend alors le rôle de doublure de Stephan Andersen durant l'indisponibilité des deux autres portiers.
Le 10 mai 2010, il figure dans une présélection de 30 joueurs pour la Coupe du monde 2010.
Lors de la préparation pour la coupe du monde, il obtient sa première sélection le 27 mai lors d'une victoire (2-0) contre le Sénégal. Malgré son clean sheet, il est écarté de la liste finale des 23 sélectionnés.

### La polémique des poteaux
Kim Christensen s'est fait principalement connaître du grand public pour avoir de lui-même, à plusieurs reprises, rétréci ses cages en déplaçant ses poteaux. Chose possible en Scandinavie car les terrains sont soit en matière synthétique, soit en indoor.
Le 23 septembre 2009 alors qu'il joue pour l'IFK Göteborg, l'arbitre du match contre Örebro s'en aperçoit et replace lui-même les poteaux, les images de Christensen déplaçant ses poteaux sont alors retrouvées et font le tour du monde. Il avoue par la suite que ce n'est pas la première fois, mais ne sera pas sanctionné car les règlements de la fédération danoise ou même du Board ne font pas état d'un tel cas de figure.

### Reconversion
Le 26 mai 2018 Kim Christensen devient entraîneur des gardiens du FC Copenhague,.

## Palmarès
IFK Göteborg
- Vainqueur de la Coupe de Suède (1) : 2008
- Vainqueur de la Supercoupe de Suède (1) : 2008

 FC Copenhague
- Champion du Danemark (1) : 2013
- Vainqueur de la Coupe du Danemark (1) : 2012